# Asociación de Hispanistas de Marruecos

La Asociación de Hispanistas de Marruecos (en árabe: رابطة الإسبانية المغرب; en francés: Association du Maroc espagnol), es una asociación cultural dedicada a la lengua y la cultura en español presente en Marruecos.
La actual presidenta de la AHISMA es Asisa Bennani.[cita requerida]
Por vinculación histórica, parte de los territorios de Marruecos, formaron también parte del imperio español, como lo fue el antiguo protectorado español de Marruecos como Rif, Ifni y Tarfaya. Hasta la independencia del protectorado español ocurrida en 1956 una de sus principales características había sido la pervivencia del habla judeo-española llamada jaquetía o haquitía. En 1948 se contabilizaron más de 260.000 hablantes de judeoespañol, aunque en el 2003 esta cifra se rebajó a tan solo 5500.
Actualmente, en Marruecos además del árabe marroquí, se habla francés, especialmente en dominios públicos, y bereber; de hecho, el chelja o cherja es una modalidad del bereber utilizada en la ciudad de Melilla. Entre los conocedores del español en Marruecos cabe mencionar a la población mayor de 60 años, a menudo de origen bereber, en comunidades como Alhucemas, Larache, Nador, Tánger y Tetuán, y que puede superar las 60000 personas.[cita requerida]
El español es uno de los idiomas más estudiados en el sistema educativo marroquí, tras el árabe clásico, el bereber, el francés y el inglés.[cita requerida]
Según el Instituto Cervantes, hay al menos 58.382 estudiantes de español, aunque las cifras aumentan a 350.000 según datos de la Junta de Castilla y León.
El interés de aprender español por los marroquíes surge por ser España el país vecino y ser los marroquíes el grupo más numeroso de inmigrantes legales en España (748.953).
Después de Brasil, Marruecos es el país con más Institutos Cervantes del Mundo con 6, pero además existen otras 4 aulas Cervantes, con lo que la presencia del Instituto Cervantes se da lugar en 10 ciudades de Marruecos.